# Дарби, Джон Нельсон
Джон Не́льсон Да́рби (10 ноября 1800, Лондон - 29 апреля 1882, Борнмут) — англо-ирландский священник, идейный вдохновитель движения плимутских братьев и один из основателей диспенсационалистского богословия.

## Биография
Родился в Вестминстере, Лондон, в семье землевладельца ирландского происхождения. Получив юридическое образование в Тринити Колледже в Дублине, откуда выпустился в 1819 году с золотой медалью, отказался от карьеры адвоката, сочтя её несоответствующей своим религиозным взглядам. В 1825 году рукоположен в сан диакона Англиканской церкви, в следующем году стал священником.
Формирование теологических взглядов Дарби началось в период его служения в приходе деревни Эннискерри графства Уиклоу в Ирландии. Так, к 1827 году, Дарби пришёл к выводу, что Царство, предсказываемое пророком Исайей и в других книгах Ветхого Завета, не тождественно христианской церкви.
В следующие пять лет он выработал основные принципы своей теологии, собрав вокруг себя группу последователей, получившую наименование плимутских братьев, бретренов или дарбистов, которая все более отдалялась от официальной Церкви Ирландии. Окончательный разрыв Дарби с последней биографы относят к 1831 году.
В 30-е — 40-е годы XIX века Дарби путешествовал по Европе, основывая общины своих последователей в различных странах. С той же целью он посещал США, где читал лекции в Богословской семинарии Далласа и Университете Боба Джонса в Южной Каролине, Канаду, Новую Зеландию, Филиппины и другие страны мира. Одновременно он активно работал с оригинальными текстами Библии, занимаясь их переводом на английский язык, писал библейские комментарии, богословские статьи, стихи и поэмы на духовные темы.
Умер Дарби в Борнмуте, графство Дорсет, в 1882 году.